# Johann Münch von Landskron
Johann Münch von Landskron († 26. April 1410) war ab 1389/90 Bischof von Lausanne.

## Leben
Johann war Sohn des Reichsvogts von Basel und Schultheissen von Solothurn Burkhart Münch von Landskron und der Margarita von Grünenberg. Der  Basler Bischof Konrad Münch von Landskron war sein Bruder. Johann war von 1383 bis 1400 Propst von Saint-Ursanne. Er wurde 1389/90 vom römischen Papst zum Bischof von Lausanne ernannt, konnte sich jedoch nicht gegen die Bischöfe der Avignonesischen Obedienz Guy de Prangins und Guillaume de Menthonay durchsetzen. Lediglich Bern stand ab 1392 auf der Seite Roms.